# Torneo Clasificatorio Europeo de Rugby 2013
El Women's European Qualification Tournament (Torneo Clasificatorio Europeo de Rugby) del 2013 fue la decimoctava edición del torneo femenino de rugby.
Las selecciones de España y Samoa clasificaron a la Copa Mundial Femenina de Rugby de 2014.

## Equipos participantes
- Selección femenina de rugby de Escocia
- Selección femenina de rugby de España
- Selección femenina de rugby de Italia
- Selección femenina de rugby de Países Bajos
- Selección femenina de rugby de Samoa
- Selección femenina de rugby de Suecia

## Desarrollo
| Pos. | Equipo       | Encuentros | Encuentros | Encuentros | Encuentros | Tantos  | Tantos    | Tantos     | Puntos Totales |
| Pos. | Equipo       | jugados    | ganados    | empatados  | perdidos   | a favor | en contra | diferencia | Puntos Totales |
| ---- | ------------ | ---------- | ---------- | ---------- | ---------- | ------- | --------- | ---------- | -------------- |
| 1    | España       | 3          | 3          | 0          | 0          | 171     | 7         | +164       | 15             |
| 2    | Samoa        | 3          | 2          | 0          | 1          | 84      | 69        | +15        | 11             |
| 3    | Escocia      | 3          | 2          | 0          | 1          | 95      | 42        | +53        | 10             |
| 4    | Italia       | 3          | 2          | 0          | 1          | 99      | 62        | +36        | 9              |
| 5    | Países Bajos | 3          | 0          | 0          | 3          | 21      | 138       | -117       | 0              |
| 6    | Suecia       | 3          | 0          | 0          | 3          | 8       | 147       | -139       | 0              |

### Resultados
| 20 de abril | Italia | 65 - 22 | Samoa | Madrid, España |  |

| 20 de abril | Países Bajos | 7 - 29 | Escocia | Madrid, España |  |

| 20 de abril | Suecia | 0 - 55 | España | Madrid, España |  |

| 23 de abril | Italia | 27 - 3 | Escocia | Madrid, España |  |

| 23 de abril | Suecia | 0 - 29 | Samoa | Madrid, España |  |

| 23 de abril | Países Bajos | 0 - 78 | España | Madrid, España |  |

| 27 de abril | Suecia | 8 - 63 | Escocia | Madrid, España |  |

| 27 de abril | Países Bajos | 14 - 33 | Samoa | Madrid, España |  |

| 27 de abril | Italia | 7 - 38 | España | Madrid, España |  |

| Bandera de España |
| Campeón España    |
| Cuarto título     |